# Guerre barbaresche
Le guerre barbaresche, o guerre tripolitane furono una serie di conflitti che culminarono in due distinte guerre combattute tra la fine del XVIII secolo e gli inizi del XIX, tra gli Stati uniti d'America e gli Stati barbareschi del Maghreb (Algeri, Tripoli e Tunisi),  de jure possedimenti dell'Impero ottomano, ma di fatto indipendenti.

## Cronologia storica
Nel 1784, gli Stati Uniti accordarono al bey di Tripoli un pagamento di circa un milione di dollari, come tassa annuale per la protezione del proprio naviglio mercantile. Quando nel 1801, il bey di Tripoli aumentò la somma richiesta per il tributo, Thomas Jefferson decise di rifiutare il pagamento e inviò una squadra navale nel Mediterraneo per tutelare i traffici commerciali statunitensi.
La cattura della USS Philadelphia e del suo equipaggio, accese le ostilità fra gli Stati Uniti e il dominio libico. Per quattro mesi dal febbraio al giugno 1804, la marina statunitense impose un blocco navale al porto di Tripoli. L'anno successivo, un contingente di marines occupò la città di Derna, costringendo il governatore ottomano alla resa.
Nel 1812, sotto la presidenza Madison, il bey di Algeri sequestrò un equipaggio statunitense, usando come pretesto il mancato pagamento di un tributo. La risposta dell'amministrazione americana non si fece attendere. Nel 1815, appena conclusa la Guerra anglo-americana, una grossa flotta fu inviata il 20 maggio del 1815 ad incrociare nelle acque di Algeri, costringendo il governatore ad accettare una trattativa che si concluse, il 3 luglio 1815, con il rilascio di tutti i prigionieri e la rinuncia a futuri tributi.
Avendo ottenuto successo, i fautori dei democratici-repubblicani opposero il loro rifiuto alla fallimentare politica attuata dalla precedente amministrazione federalista, quella di voler corrompere i corsari, spendendo così, paradossalmente, «milioni per la difesa, senza pagare un centesimo di tributo» (frase attribuita a Charles Cotesworth Pinckney nel corso dell'affare XYZ).

## Le cause scatenanti
Motivo del conflitto furono le richieste da parte corsari barbareschi di pretendere il pagamento di un tributo alle navi mercantili americane e di altri stati che solcavano il Mar Mediterraneo per permettere il libero transito nelle acque algerine e libiche. Nel caso in cui gli stati coinvolti non potessero o volessero pagare il tributo, i pirati depredavano la nave di tutti i beni trasportati e tenevano in prigione l'equipaggio fino al pagamento di un riscatto.
Le azioni punitive contro gli stati barbareschi furono avviate dalle amministrazioni di Thomas Jefferson e James Madison.